# Chasing Liberty
Chasing Liberty (no Brasil: Curtindo a Liberdade - em Portugal: À Procura de Liberty) é um filme de comédia romântica estadunidense de 2004 dirigida por Andy Cadiff e estrelado por Mandy Moore e Matthew Goode. Escrito por Derek Guiley e David Schneiderman, o filme é sobre a filha de dezoito anos de idade do presidente dos Estados Unidos cuja rebelião contra a presença constante de agentes do Serviço Secreto dos Estados Unidos em sua vida leva a uma aventura europeia e um inesperado romance. Chasing Liberty foi filmado em Praga, Veneza, Berlim, Londres, e Washington, DC.

## Sinopse
O filme trata da história da jovem Anna, filha do presidente dos Estados Unidos, que cansada de viver rodeada de seguranças foge de seus pais e, junto de um rapaz chamado Ben, que é, sem que ela saiba, um agente secreto à serviço de seu pai, por quem acaba se apaixonando perdidamente. E logo ao saber a verdade sobre a profissão do rapaz, sente-se desapontada. Mas, quando viram que se amavam, não deixaram essa paixão escapar tentaram juntos aproveitar esses poucos dias de liberdade.

## Elenco
| - Mandy Moore como Primeira Filha Anna Catherine Foster - Matthew Goode como Agente Especial Ben Calder - Stark Sands como Grant Hillman - Jeremy Piven como Agente Especial Alan Weiss - Annabella Sciorra coom Agente Especial Cynthia Morales - Mark Harmon coom Presidente James Foster - Caroline Goodall como Primeira-dama Michelle Foster - Tony Jayawardena como Segurança da Casa Branca - Sam Ellis como Phil - Terence Maynard como Harper - Lewis Hancock como Secretário de Imprensa | - Garrick Hagon como Secretário de Estado - Zac Benoir como Presidente do Estado Maior Conjunto dos Estados Unidos - Jan Goodman como Conselheiro de Segurança Nacional - Robert Ashe como Chefe de Gabinete - Beatrice Rosen como Gabrielle la Claire - Martin Hancock como McGruff - Joseph Long como Eugenio - Miriam Margolyes como Maria - Adrian Bouchet como Gus Gus - The Roots como eles mesmos |

## Produção

### História
O enredo foi inspirado diretamente em Chelsea Clinton, que foi fotografada tentando misturar-se com outros estudantes de um jogo de basquete em Stanford.
O problema que Anna Foster enfrenta no filme—a superproteção de agentes do Serviço Secreto agentes que se comportam como acompanhantes indesejados ao proteger os filhos dos funcionários do governo dos Estados Unidos—já havia fornecido material de história para a comédia First Family, estrelado por Bob Newhart como o presidente dos Estados Unidos.
A história de muitas formas ecoa o filme Roman Holiday, com Gregory Peck, Audrey Hepburn, e Eddie Albert. Hepburn como uma princesa que vai para longe de seus protetores para ser escoltada por um repórter em torno de Roma (também em uma motoneta) por Peck, não percebendo que ele sabe sua identidade e planeja uma manchete de revista. Em ambos os filmes, o casal está acompanhado por um amigo pateta, neste caso interpretado por Albert.

### Locações
As cenas exteriores da Casa Branca foram na verdade filmadas no Hylands House em Chelmsford, Essex, Inglaterra, por causa de sua semelhança com a Casa Branca. Plantas da Casa Branca também foram usados para criar uma réplica digital, que ajudou a fazer as cenas externas parecem autênticas. Estes projectos causaram alguns problemas ao diretor quando viajou para Washington, DC, como a mala também continha material de origem sobre o Salão Oval, entre outras coisas.[carece de fontes?]
- Washington, DC, Estados Unidos
- Praga, República Checa
- Veneza, Itália
- Berlim, Alemanha
- Londres, Inglaterra
- Hylands House, Chelmsford, Essex, Inglaterra
- Barrandov Studios, Praga, República Checa
- Pinewood Studios, Iver Heath, Buckinghamshire, Inglaterra[3]

### Trilha sonora
A trilha sonora foi indicada para o Prêmio Mundial Soundtrack em 2004.
- "American Girl" (Tom Petty) realizado por Tom Petty and the Heartbreakers
- "Life Will Go On" (Chris Isaak) realizado por Chris Isaak
- "If I'm Not in Love" (Dawn Thomas) realizado por Faith Hill
- "Stop the Rock" (Hoxley, Gray, Noko) realizado por Apollo 440
- "Vivi Davvero" (Giorgia) realizado por Giorgia
- "Stay Away" (Robert Schwartzman) realizado por Rooney
- "Melody" (Joe DuBass Henson, Darren Rose, Wasi) realizado por 7th Sun
- "The Seed" (Tariq Trotter, Cody ChesnuTT) realizado por The Roots
- "Deja Vu" (Frantisek Cerny) realizado por Frantisek Cerny, Milan Cimfe e Pavel Karlik
- "If You Won't" (Jesse Harris) realizado por Jesse Harris
- "Who Needs Shelter" (Jason Mraz, Eric Schermerhorn, Chris Keup) realizado por Jason Mraz
- "Get Busy" (Sean Paul, S. Marsden) realizado por Sean Paul
- "You're Free" (John Ciafone, Lem Springsteen, Ultra Naté, Paul Masterson) realizado por Yomanda
- "Satisfaction" (A Benassi) realizado por Benny Benassi apresenta The Biz
- "Wide Open Space" (Paul Draper) realizado por Mansun
- "Nessun dorma" (Giacomo Puccini) realizado por Amici Forever
- "To Be With You" (Caroline Lost, Christian Henson) realizado por Caroline Lost[7]

## Recepção

### Bilheteria
Chasing Liberty abriu em 9 de janeiro de 2004, em todo o mundo em 2,400 cinemas, ganhando $6,081,483 em sua semana de estreia. Ele faturou $12,195,626 no mercado interno, com um adicional de $117,697 em receita estrangeira, totalizando $12,313,323 em receitas brutas de todo o mundo, deixando de trazer de volta o seu orçamento de $23 milhões.

### Resposta da crítica
O Metacritic, que usa uma média ponderada, atribuiu ao filme uma pontuação de 46 em 100, baseado em 32 críticos, indicando críticas "mistas ou médias". No site agregador de críticas Rotten Tomatoes, 18% das 115 resenhas dos críticos são positivas. Michael O'Sullivan do The Washington Post descreveu o filme como uma "mistura de doçura temperada com cinismo genial".
Roger Ebert encontrado o filme "surpreendentemente bom em áreas onde ele não precisa ser bom em tudo, e péssimo em áreas onde tem de ter sucesso". Ebert gostou do desempenho de Moore, escrevendo que "Moore é simplesmente simpática", e sendo uma mistura de Mary Tyler Moore, Sally Field e Doris Day".
Em sua revisão para ReelViews, James Berardinelli chamou Chasing Liberty "uma comédia romântica adolescente bastante normal."
Em sua revisão no San Francisco Chronicle, Mick LaSalle escreveu, "Chasing Liberty é uma espécie de remake de "It Happened One Night" (1934), atualizado e reformulado para um público jovem que não vai reconhecer a conexão". LaSalle aplaude a capacidade do filme de evocar a experiência de uma jovem de estar sozinha, pela primeira vez, escrevendo, "Anna e Ben brincar através de Praga e, mais tarde, Veneza, tendo aventuras e desventuras e conhecer vários personagens coloridos, e é tudo muito envolvente. Entendemos que esta liberdade significa para Anna, em parte graças à inteligência expressiva de Moore, mas também através da técnica do diretor Andy Cadiff. Vemos um concerto de rock, uma exibição ao ar livre de fim de noite de um filme lírico e os esplendores de cidades históricas vistos por meio da olhos de uma jovem pela primeira vez".

### Prêmios e indicações
- 2004 Teen Choice Award Nomination for Choice Breakout Movie Star – Masculino (Matthew Goode)
- 2004 Teen Choice Award Nomination for Choice Movie – Date Movie
- 2004 Teen Choice Award Nomination for Choice Movie Atriz – Drama/Ação Aventura (Mandy Moore)
- 2004 Teen Choice Award Nomination for Choice Movie para Melhor Mentiroso (Matthew Goode)
- 2004 World Soundtrack Award Nomination para Descoberta do Ano (Christian Henson)[6]

## Filmes parecidos
- My Date with the President's Daughter: Um Disney Channel Original Movie com uma história semelhante lançado em 1998 e estrelado pelo futuro dublador do desenho animado Kim Possible Will Friedle.
- First Daughter: Um filme semelhante, menos bem recebido lançado no mesmo ano, estrelado por Katie Holmes.